# Cabo San Román
El cabo San Román, ubicado en la península de Paraguaná, es el punto más septentrional de la Venezuela continental y desde donde se logran ver las luces de Aruba y Curazao durante la noche. Se encuentra a 112 kilómetros al norte de la ciudad de Coro. Por el oeste, cada tarde se pueden observar las puestas de sol que se enmarcan en las templadas aguas del golfo de Venezuela.

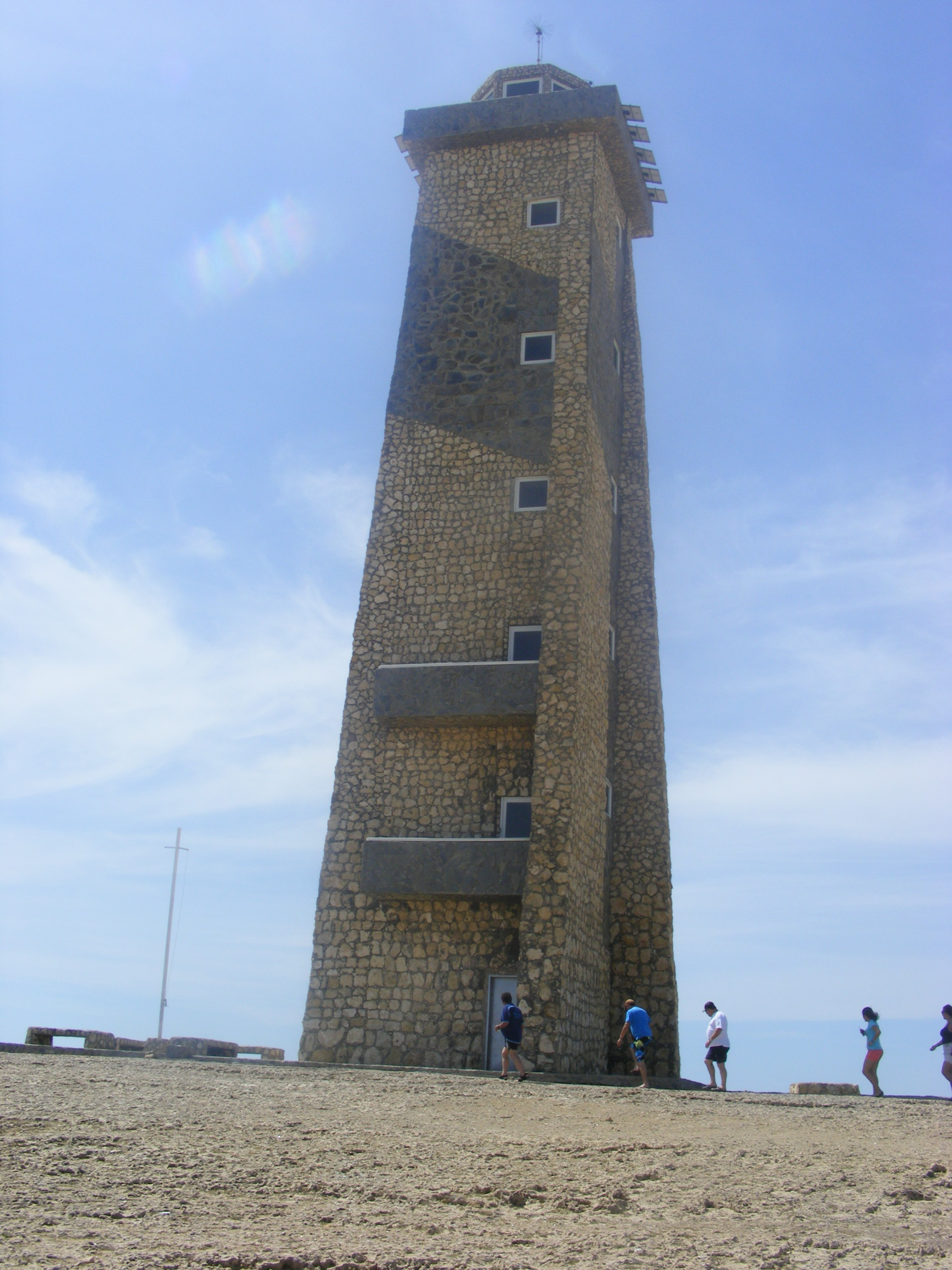
Faro del cabo.

## Historia
Aquí se produjo el arribo de los españoles a la península y por consiguiente el descubrimiento de Paraguaná el 9 de agosto de 1499, día de San Román, santo que le dio nombre al cabo y en su primer momento a toda la península. La exploración era comandada por Alonso de Ojeda, acompañado por Juan de la Cosa y Américo Vespucio.

## Lugares
En el cabo San Román hay numerosos acantilados y médanos a la orilla del mar. De estos el más célebre es el Médano Blanco. También cerca de él se encuentra Mangle Lloroso, pequeña población pesquera.

## Fuente
- Datos: Q5035036
- Multimedia: Cape San Román / Q5035036